# Bathyraja caeluronigricans
 Bathyraja caeluronigricans és una espècie de peix de la família dels raids i de l'ordre dels raïformes.

## Morfologia
- Els mascles poden assolir 74,4 cm de longitud total i les femelles 72,2.[4]

## Reproducció
És ovípar i les femelles ponen càpsules d'ous, les quals presenten com unes banyes a la closca.

## Hàbitat
És un peix marí, de clima temperat i demersal que viu entre 200–400 m de fondària.

## Distribució geogràfica
Es troba des del nord de Tôhoku (el Japó) fins al Mar d'Okhotsk.

## Observacions
És inofensiu per als humans.